# 李芬姫
李芬姫 (リ・ブンヒ、ハングル表記：리분희、1968年12月29日 - ）は、北朝鮮の卓球選手、卓球指導者、朝鮮障害者体育協会書記長、人民体育人。李粉姫とも表記される。
1991年、千葉市で開催された第41回世界卓球選手権に南北統一コリアの選手として出場し、女子団体で金メダル、女子シングルスで銀メダル、混合ダブルスで銅メダルを獲得した。

## 経歴
咸鏡北道の咸興出身。
2年ごとに開催される世界卓球選手権に1983年から北朝鮮代表として出場し、1983年に女子団体で銅メダル、1985年に女子団体で銀メダル、1987年に女子ダブルスで銅メダル、1989年に女子シングルスで銀メダルを獲得した。1991年に千葉市で開催された第41回世界卓球選手権には南北統一コリアの選手として出場し、女子団体で金メダル、女子シングルスで銀メダル、混合ダブルスで銅メダルを獲得した。1991年5月、人民体育人の称号を受けた。1992年バルセロナオリンピックに北朝鮮代表として出場し、卓球女子シングルスと女子ダブルスで銅メダルを獲得した。1993年にスウェーデンのイエテボリで開催された第42回世界卓球選手権に北朝鮮代表として出場し、女子団体で銀メダルを獲得し、引退した。「物静かで冷静な試合運びが持ち味」と評された。
第41回世界卓球選手権で銅メダルを獲得した混合ダブルスの相手であるキム・ソンヒと1992年に結婚した。北朝鮮スポーツ界の実情に詳しいある脱北者による情報として報道した朝鮮日報の記事によると、夫のキム・ソンヒは麻薬中毒になり、当局に摘発されて2000年代中頃に家族全員が咸鏡北道明川郡に追放され、1年以上明川で強制労働に従事させられたという。その後平壌に戻り、李芬姫は鴨緑江体育団卓球チームのコーチとなった。
2014年、朝鮮障害者体育協会書記長として、仁川にて10月開催の2014年アジアパラ競技大会に北朝鮮選手団を率いて訪韓する予定だったが、直前の9月に乗用車を運転中に交通事故で首の骨を折る重傷を負い訪韓出来なかった。2018年平昌パラリンピックのときにも訪韓が期待されたが実現しなかった。

## 関連作品
1991年の第41回世界卓球選手権における南北統一コリア女子チームの団体金メダル獲得に至る実話を元にして描いた2012年の韓国映画『ハナ 〜奇跡の46日間〜』では李芬姫の役を韓国の女優ペ・ドゥナが演じ、日本語字幕などでは名前をリ・プニと表記された。